# 종북주의
종북주의(從北主義)는 조선민주주의인민공화국의 지도 이념인 주체사상을 옹호하거나 이에 동조하는 성향을 이르는 말이다.

## 용어의 역사
2001년 11월 30일 민주노동당 황광우 등이 민주노동당 기관지와 인터넷 홈페이지 등에 `사회당 동지들에게 드리는 7가지 질문'이라는 글 등을 싣고 "조선노동당(조선로동당)은 사회당의 적이냐?"고 묻자 12월 11일 한국사회당은 모든 종류의 테러나 전쟁에 반대하며 "남한의 노동계급을 이끌고 북한에 쳐들어가 조선노동당을 물리치는 일이 국가간 전쟁의 범주에 속한다"고 반박하는 한편, "조선노동당의 사회관이 관철되는 통일에는 단연코 반대한다" 고 밝힘으로서 시작되었고 사회당은 '친북'과 구별하기 위해 '종북'이라는 단어를 사용했다는 주장이있다.
반면, 2001년 당시 당 대변인이었던 신석준 전 사회당 대표는 자신들이 ‘종북 용어’의 원조는 아니라고 말했다. 그는 “2001년 우리가 반자본주의-반조선로동당 노선을 발표하며 민주노동당에 ‘조선로동당 추종세력’이라고 한 적은 있다. 하지만 직접 ‘종북’이란 표현을 쓴적은 없는 것으로 기억한다”고 말했다. 언론이 자신들의 말을 요약하는 과정에서 ‘종북’이란 단어가 생겨난 것이라는 뜻이다. 신 전대표는 ‘종북’이란 단어가 진보내부에서 제기됐던 이유와 맥락이 있다고 설명했다. 2001년 당시 사회당은 민주노동당이 방북해 논란이된 행동을 했던점이나, 북한의 핵개발 움직임에 비판적인 입장이 없었던 것 등을 들어 ‘조선로동당 추종세력’이라고 비판했다. 보수세력이 진보 내의 북한편향을 해소하자는 본래 취지를 무시하고 자신을 반대하는 세력에 종북 딱지를 붙이면서 ‘진보가 종북 용어의 원조다.’라고 몰아가는 것은 말이 안된다는 것이 사회당 출신 인사들의 생각이다.

## 논쟁
2006년 일심회 사건 때 민주노동당의 일부 당 간부들이 관련된 사실이 드러났다. 이후 민노당 내 민중 민주(PD) 계열은 사건과 관련된 당직자의 제명을 요구했지만 받아들여지지 않았다. PD계열 조승수는 민노당 내 다수파인 민족 해방(NL) 계열을 '종북주의'로 규정한 뒤 2008년 2월에 우선적으로 탈당했다. 이어 노회찬, 심상정도 탈당해 진보신당을 창당했다.
이후 19대 총선이 끝난 뒤인 2012년 5월 통합진보당 부정 경선 사건이 터졌다. 각 언론은 통진당 내의 경기동부연합 성향 인사들이 종북주의 성향이고 이들이 부정 경선과 관련이 있다고 보도했다. 이후 자유총연맹, 한국시민단체협의회 등 보수 시민단체들은 통합진보당 구당권파 의원들을 "종북 주사파 의원"으로 지칭하며 사퇴를 촉구하기도 했다.
2012년 7월에는 국무총리실, 외교부, 국방부 등 정부 부처들이 "종북좌파 의원 때문"이라는 이유로 국회의 자료 제출 요구에 불응하는 일도 있었다.

## 같이 보기
- 조선민주주의인민공화국
- 주체 사상
- 선군정치
- 반미주의
- 민족해방파
  - 주체사상파
- 반제국주의
- 친북